# Вулканодонтові
'Вулканодонтові' (Vulcanodontidae) — родина найдавніших та найпримітивніших завроподів, що існували в ранній юрі в Африці та Євразії. Родина була створена у 1984 році для роду Вулканодон (Vulcanodon). У 1995 році у склад вулканодонтових включили представників родини барапазаврових (Barapasauridae), яка, наразі, є синонімом. Однією з ключових морфологічних особливостей, характерних для родини є незвично вузькі крижі.